# ヌー
ヌー (Gnu) は、哺乳綱鯨偶蹄目ウシ科のヌー属 Connochaetes に属する動物の総称である。アフリカ大陸南部に生息する。

## 生態
体重は成獣で200kgから250kg。大きな群れを作り、その中にはシマウマも混じる。草食性で、食料となる草原を求めて集団で大移動することで知られる。ウシとカモシカの特徴を合わせたような体型をしており、ウシカモシカの和名がある。1対の角は、横に張り出しつつ湾曲したラインを描いて天を突くような形をしており、これはハーテビースト亜科の種類に共通の特徴である。角の付け根のコブ状の部分、そして肩の部分で盛り上がった背中が視覚的に印象的である。
嗅覚が鋭いといわれ、はるか遠方の雨の匂いもかぎとることができる。
天敵はライオン、ヒョウ、チーター、ブチハイエナ、リカオン、ナイルワニなどで、幼獣はジャッカルにも狙われる。

## 分類
ヌー属の動物としては、オグロヌー (Connochaetes taurinus) とオジロヌー (Connochaetes gnou) の2種類が知られる。
オグロヌー
生息域はケニア以南のアフリカ中南部（ケニア、タンザニア、南アフリカ等）のサバンナや半砂漠地帯に散在している。タンザニアのンゴロンゴロ自然保護区やセレンゲティ高原（同国の国立公園となっている）の個体群が特に有名。成体は体長180-240 cm、肩高125-145 cm、体重150-270 kgにもなる。地域により様々な亜種が存在することが知られている。
オジロヌー
南アフリカ中央部のサバンナに棲息しており、同国の硬貨のデザインとしても用いられている。野生種は1936年に絶滅しており、農場などで飼育されていた個体が南アフリカ・シャンワリ動物保護区などに放され、再繁殖が試みられている。

## ヌーの大移動

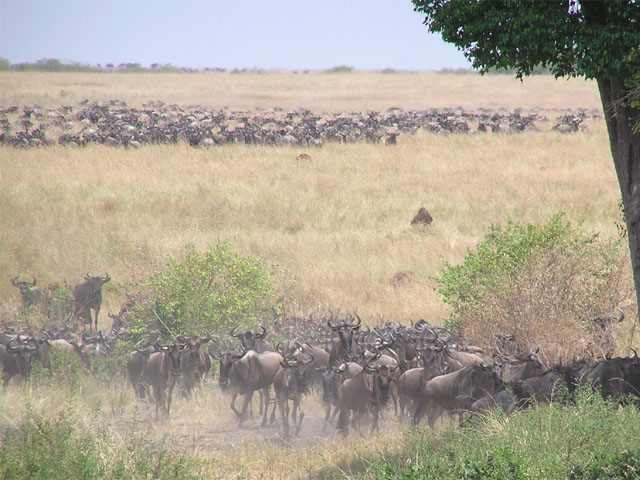
ヌーの大群 (セレンゲティ国立公園、タンザニア)

ヌーは、2月から3月にかけての小雨期に雄と雌のグループに分かれ、雌のグループは集団で出産を行う。4月にかけてそれらの集団は次第に合流すると、最終的には数万から数十万頭の規模に膨れあがり、エサの多い草原を求めて大移動を始める。この移動は元の地域へ帰るまでを含めて半年近く続く。
ケニアのマサイマラ国立保護区からタンザニアのセレンゲティ国立公園への移動では、ケニア・タンザニア国境付近のマラ川において、ワニなどに捕食されたり、溺死する危険の多い川渡りを集団で行う。ただし、この行動は太古からの移動ルートが牧場などで寸断されたことで、ルート変更を余儀なくされた結果であると指摘する研究もある。それらの牧場では有刺鉄線（バッファローフェンス）を張り巡らせてヌーなどの野生動物の侵入を防ぐ例が多く見られ、これに突入したヌーの死亡例が多数発生している。
ヌーの大量溺死は、タンザニアとケニアを隔てるマラ川の貴重な栄養源になっていることが判明しており、学術誌「米国科学アカデミー紀要」に発表されている。同じ研究では、ワニに食べられる割合はほんの僅かであることもわかった。ヌーの溺死体の中でも、生態系への貢献度が高いのは骨である。ヌーの骨は完全に分解するのに約7年がかかり、ゆっくりと時間をかけてリンを排出する。リンは、植物や動物の成長に欠かせない。また、骨の表面はバイオフィルムと呼ばれる微生物の膜で覆われ、これが川の魚のエサとなる。「川で死んだ動物の骨が何十年にもわたって生態系に栄養を与え続ける。大量溺死の遺産とでもいうべきものです」と、アメリカのケアリー生態系研究所のアマンダ・スバルスキー氏は言う。この研究では、ヌーの栄養分の約半分が川の生態系に取り込まれていることが計算で明らかとなったが、残りの半分の行方は定かではない。